# Козлики (Гайнівський повіт)
Козлики (Козьлики, пол. Koźliki) — село в Польщі, у гміні Нарва Гайнівського повіту Підляського воєводства. Населення — 50 осіб (2011).

## Історія
Уперше згадується 1576 року. У другій половині XIX століття в Козликах була заснована церковна школа грамоти.
У 1975—1998 роках село належало до Білостоцького воєводства.
23 червня 2019 року в музеї «Загорода» у Козликах пройшов VI загальний З'їзд Союзу українців Підляшшя, на якому були переобрані керівні органи організації (головою Союзу обрано доктора Мирослава Степанюка) та обговорено плани діяльності товариства.

## Демографія
Демографічна структура станом на 31 березня 2011 року:
|          | Загалом | Допрацездатний вік | Працездатний вік | Постпрацездатний вік |
| -------- | ------- | ------------------ | ---------------- | -------------------- |
| Чоловіки | 21      | 3                  | 9                | 9                    |
| Жінки    | 29      | 3                  | 8                | 18                   |
| Разом    | 50      | 6                  | 17               | 27                   |

У 1891 році в селі налічувалося 19 будинків та 164 мешканці, у 1936 році — 35 будинків та 192 мешканці, у 1959 році — 39 будинків та 178 мешканців.

## Культура
У 1990-ті роки над берегом річки Нарви будувався музей гадляського українського села просто неба.

## Релігія
Поблизу села розташована дерев'яна каплиця Святого Миколи, збудована наприкінці XVIII століття. Біля каплиці українська молодь встановила дерев'яний хрест з нагоди 1000-річчя Хрещення Київської Руси.